# Niedrzew Pierwszy
Niedrzew Pierwszy – wieś w Polsce położona w województwie łódzkim, w powiecie kutnowskim, w gminie Strzelce.
W latach 1975–1998 miejscowość administracyjnie należała do województwa płockiego.